# ناصر ریگی
ناصر ریگی (زادهٔ ۱ فروردین ۱۳۴۶ - درگذشتهٔ ۱۷ مرداد ۱۳۷۷) دیپلمات ایرانی و سرکنسول ایران در مزار شریف افغانستان بود که  در جریان کشتار دیپلمات‌های ایرانی در مزارشریف به همراه ۸ نفر دیگر از همکارانش توسط گروه طالبان به قتل رسید.

## شرح حادثه
حادثهٔ قتل دیپلمات‌های ایرانی در نخستین روز سقوط مزارشریف توسط طالبان رخ داد که همزمان و جزئی از رویداد کشتار هزاران نفر از شیعیان و غیرنظامیانِ این شهر توسط طالبان بود.
محسن پاک‌آیین، سفیر وقت ایران در ازبکستان، چند روز پیش از سقوط مزار شریف با ناصر ریگی سرکنسول ایران در مزار شریف تلفنی تماس گرفته و از وی خواسته‌است که از مزار شریف به دلیل خطرات جانی شدید خارج شده و طریق ترمذ (یک نقطه مرزی میان دو کشور افغانستان و ازبکستان) خود را نجات دهند اما وی در پاسخ گفته‌است: «ما باید اینجا بمانیم چون اگر سرکنسولگری تعطیل شود مردم می‌ترسند و از مقاومت دست می‌کشند.»
تا مدت‌ها از سرنوشت این ۹ نفر گزارشی منتشر نشد، تا این که پیکرهای آنان در یک گور جمعی در خرابه‌های پشت کنسولگری به دست آمد. پیکر آنان ۲۲ شهریور ۱۳۷۷ به تهران منتقل شد و به خاک سپرده شد.
این حمله و کشتار بازتاب وسیع جهانی داشت گرچه عوامل قتل وی هیچگاه محاکمه نشدند.

## یادبود
در قطعه ۲۹ بهشت زهرا در تهران سنگ قبر یادبودی از وی وجود دارد.